# Charles-Joseph de Ligne

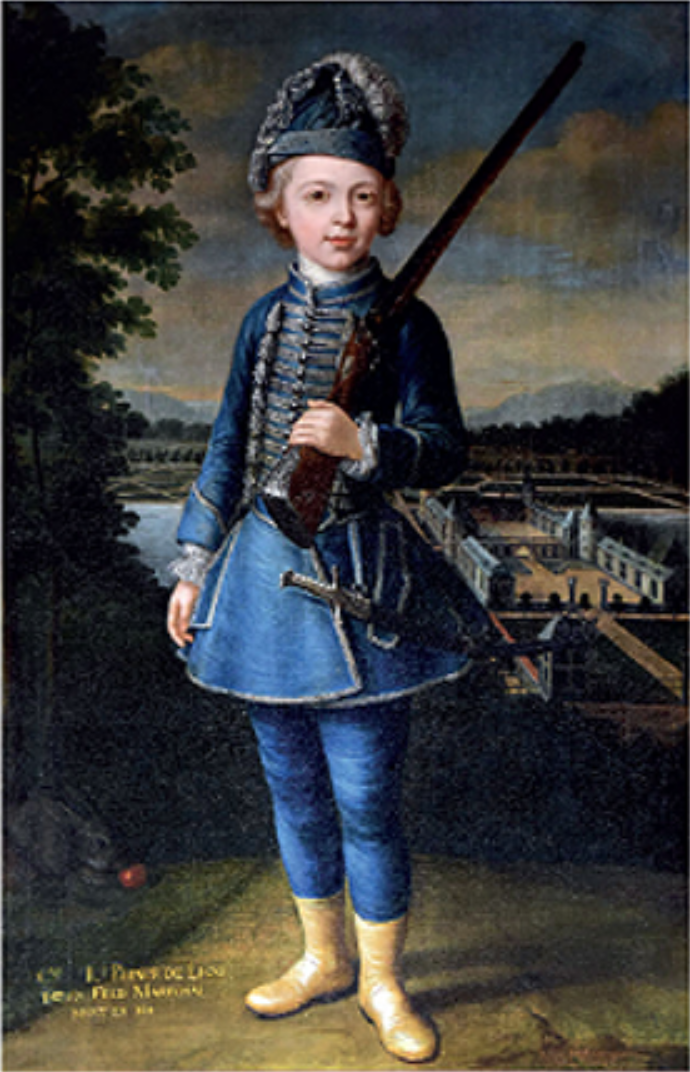
De prins rond zijn tiende in uniform

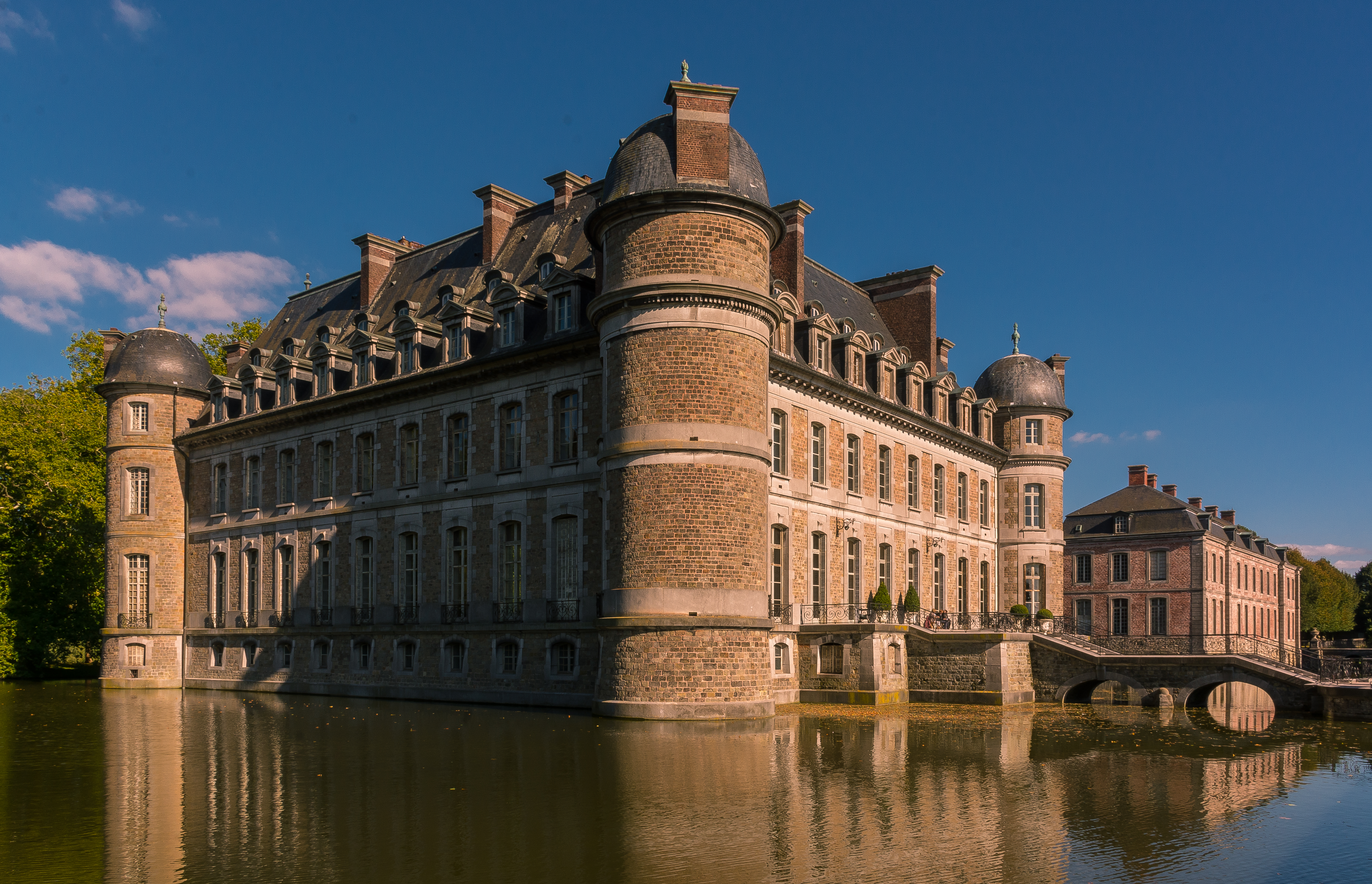
Het stamslot van de Lignes in Beloeil

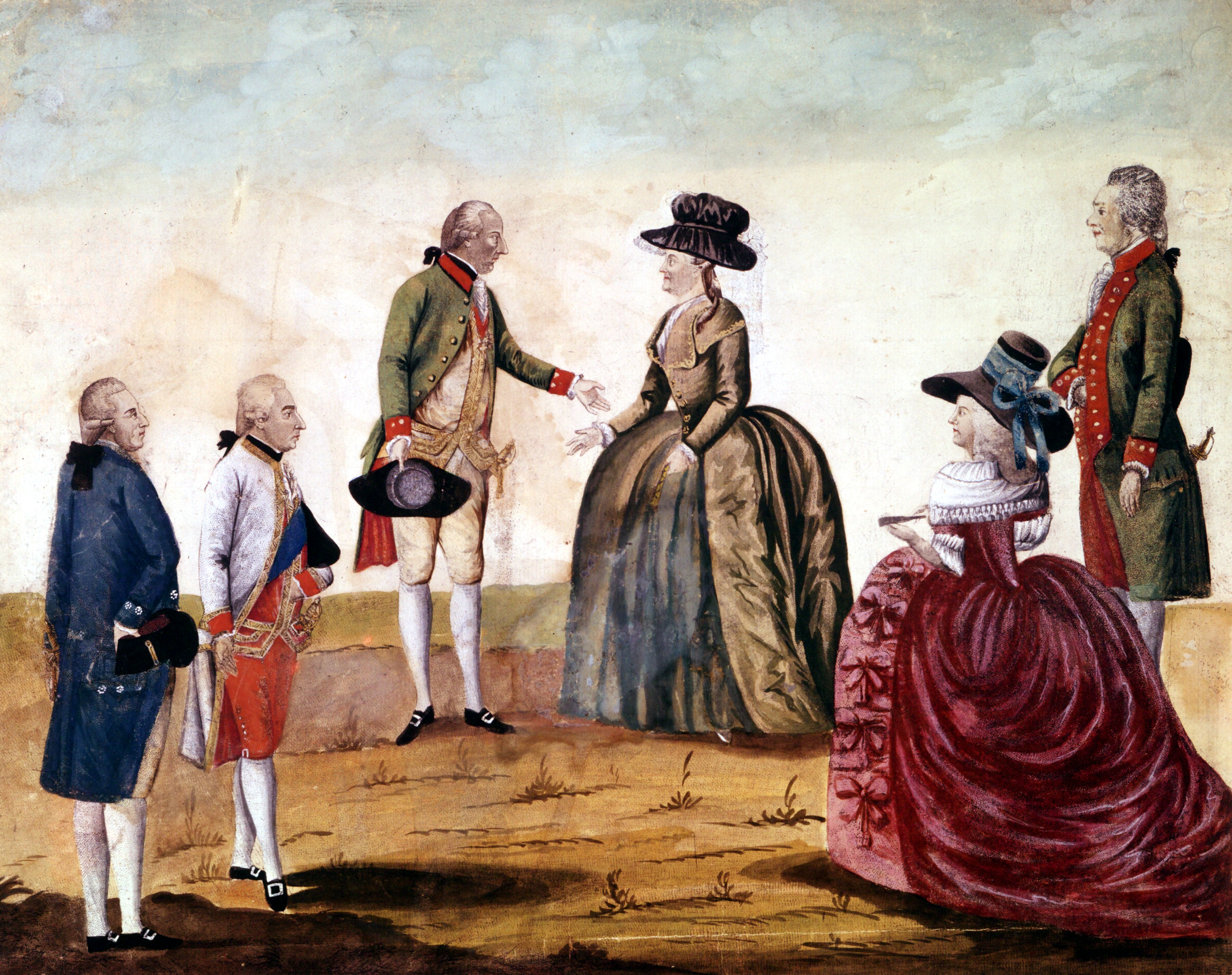
De prins (tweede van links) op een gravure over de ontmoeting van keizer Jozef II en Catharina de Grote aan het begin van de Krimreis in 1787

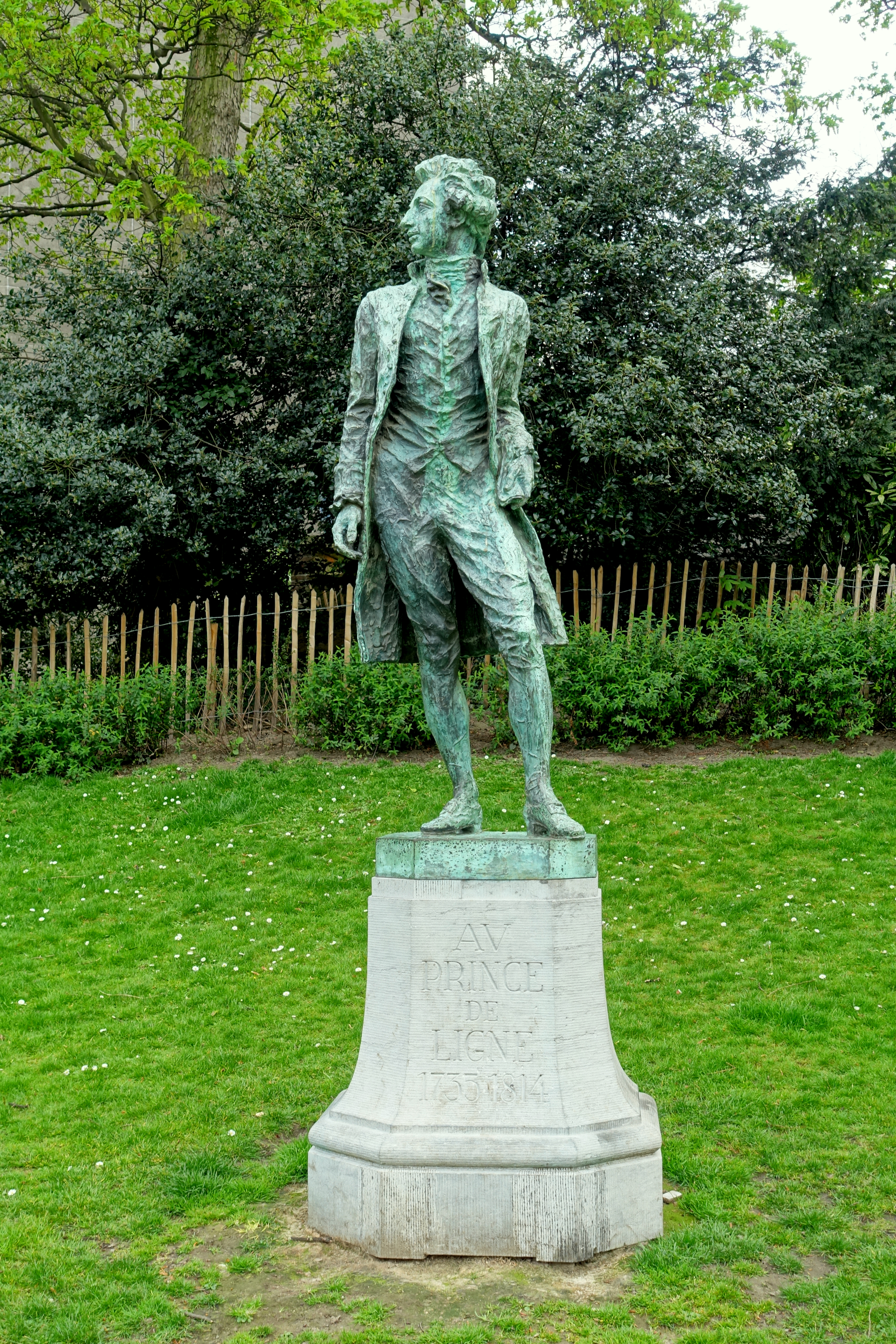
Standbeeld van de prins door John Cluysenaar, opgericht in 1935 in het Brusselse Egmontpark om zijn geboorte twee eeuwen eerder te vieren

Charles-Joseph Lamoral, zevende prins van Ligne en van het Heilig Roomse Rijk, soeverein graaf van Fagnolle, grande van Spanje, ridder in de Orde van het Gulden Vlies (Brussel, 23 mei 1735 – Wenen, 13 december 1814) was een Zuid-Nederlands edelman, veldheer, diplomaat en schrijver. Hij was een geliefd causeur in de salons en hoven van Brussel, Parijs-Versailles, Sint-Petersburg en Wenen. Zijn passies waren oorlog en vrouwen, maar ook in het theater en in de tuinarchitectuur kon hij zijn enthousiasme kwijt. Hij vocht in Oostenrijkse dienst en ook in een Russische veldtocht. Hoewel hij opklom tot veldmaarschalk, beschouwde hij zijn briljant gestarte legercarrière als mislukt. Toen hij in 1794 door de Franse Revolutie zijn bezittingen in de Nederlanden verloor, ging hij zich volledig toeleggen op het schrijven. Daarin toonde hij zich een begaafd essayist en memorialist. Hij was toegankelijk voor verlichte ideeën, maar behoorde tot het Europa van het ancien régime. In zijn laatste levensjaar kende hij nog een moment de gloire op het Congres van Wenen, als belichaming van de voorbije 18e eeuw. Over dat gebeuren deed hij de beroemde uitspraak: Le congrès ne marche pas, il danse (Het congres loopt niet, het danst).

## Afkomst en jonge jaren
Charles-Joseph de Ligne was een telg van het huis Ligne, uit een van de oudste en aanzienlijkste adelsgeslachten van Henegouwen. Hij volgde zijn vader Claude Lamoral II van Ligne op die veldmaarschalk was in Oostenrijkse dienst en lid van de keizerlijke Geheime Raad. Zijn moeder Elisabeth Alexandrine van Salm stamde uit het adellijke geslacht Salm. Ze stierf toen Charles-Joseph vier jaar was. Zijn privéleraar Étienne de La Porte bracht hem van 1748 tot 1755 de humaniora, literatuur en Franse wellevendheid bij. Het stelde hem in staat in 1751 een Discours sur la profession des armes te redigeren. Datzelfde jaar werd hij in Wenen gepresenteerd aan keizer Frans I en keizerin Maria Theresia, die hem kamerheer maakten.

## Carrière
In 1752 ging hij in dienst bij het infanterieregiment van zijn vader. Als vaandrig gekazerneerd in Bergen, schreef hij al libertijnse verzen. Op zijn twintigste was hij kapitein en presenteerde zijn vader hem in Wenen onvoorbereid aan zijn toekomstige, de zes jaar jongere Françoise Marie Xavière van Liechtenstein, voor wie een mooie titel in het verschiet lag. De Ligne verzette zich niet tegen het gearrangeerde huwelijk, maar voelde zich ook niet gebonden door de echtelijke trouw. Er zou geruime tijd overheen gaan voor er waardering groeide tussen het koppel.
Militair bewees De Ligne zijn kunnen in de Zevenjarige Oorlog (1756-1763). Hij steeg snel in rang en werd na de Slag bij Hochkirch (1758) benoemd tot kolonel. Ook bij Kunersdorf en Maxen onderscheidde hij zich. Hij was degene die het nieuws van de overwinning naar Versailles mocht brengen. In 1764 was de oorlog gedaan en werd hij generaal-majoor. Hij werd naar Venetië gestuurd en stopte onderweg een week bij Voltaire in Ferney.
Bij de dood van zijn vader in 1766 werd hij de zevende prins van Ligne, alsook graaf van Geleen en Amstenrade, dat hij in 1779 zou verkopen. Met zijn nieuw verworven vermogen trok hij voor drie jaar naar Parijs, waar hij met zijn in roze livrei geklede gevolg – naar de kleur van het familiewapen – een graag geziene figuur werd in de politieke en culturele elite van zijn tijd. Aan het hof stond hij vooral op goede voet met de koningin, zijn landgenote Marie Antoinette van Oostenrijk, en met haar schoonbroer Charles. Hij was te vinden in de salons van Madame du Deffand en de Maréchale de Luxembourg, en vooral ook in de theaterwereld, waar hij bijvoorbeeld Beaumarchais ontmoette. Onder de filosofen frequenteerde hij Voltaire, Rousseau en Diderot.
Terug in Brussel was hij in 1769 bij de oprichters van de Société litéraire en bleef hij ook de toneelwereld opzoeken. Hij was bevriend met de actrices en salonnières Angélique en Eugénie D'Hannetaire. Aan die laatste zou hij zijn Lettres à Eugénie sur les spectacles opdragen. In 1770 werd zijn baronie Fagnolle verheven tot rijksgraafschap (wat hem in 1789 toegang zou verschaffen tot de Rijksdag). Onmiddellijk bood hij Rousseau er asiel aan, maar de filosoof ging er niet op in. Nog in 1770 nam hij in Neustadt deel aan de ontmoeting tussen koning Frederik II van Pruisen en de toekomstige keizer Jozef II. In 1774 werd hij vliesridder en promoveerde hij militair tot luitenant-generaal; na de Beierse Successieoorlog (1778-1779) tot luitenant-veldmaarschalk.
Voor het huwelijk van zijn oudste zoon Charles, dat in Parijs groot werd gevierd, schreef hij de lichte opera Colette et Lucas. Om de zaken van zijn Poolse schoondochter te regelen, reisde hij naar Rusland. Op weg bezocht hij in 1780 koning Frederik II van Pruisen in Potsdam en uiteindelijk Catharina de Grote in Tsarskoje Selo. Met de tsarin begon hij een correspondentie die zou aanhouden tot zijn dood. Twee jaar later werd hij door keizer Jozef II enige tijd als Oostenrijkse diplomaat naar het Russische hof gestuurd. Hij werd een vertrouweling van Catharina en ging in op haar uitnodiging om haar te vergezellen op de extravagante reis over de Dnjepr naar de Krim, die hij schitterend beschreef in zijn Lettres à la marquise de Coigny. Hij vervoegde haar in Kiev begin 1787. Na hun terugkeer te Sint-Petersburg vocht hij met zijn zoon Charles in de Russisch-Turkse Oorlog, eerst in dienst van de Oostenrijkers en na hun uittrede voor de Russen. Vanaf november 1787 opereerde hij onder het bevel van Potemkin. In december 1788 ging hij terug naar de Oostenrijkers om het beleg van Belgrado voor te bereiden.

## Revolutie en ballingschap
Bij het uitbreken van de Brabantse Revolutie tegen het keizerlijke gezag in de Oostenrijkse Nederlanden in 1789 werd Ligne benaderd om leider van de Nederlandse opstandelingen te worden, maar hij weigerde en bleef loyaal aan de keizer. Toch was er achterdocht en dubbelzinnigheid, zoals blijkt uit zijn opdracht in de Balkan – misschien mee bedoeld om hem weg te houden van zijn vaderland – en uit de aanwezigheid van zijn zoon Louis in het opstandige legertje (al zou die aan het begin van de Vier Dagen van Gent de benen nemen). In 1791 werd hij nog grootbaljuw van Henegouwen, een ambt uit het ancien régime dat ten einde liep.
Zijn oudste zoon Charles sneuvelde in 1792 in de Eerste Coalitieoorlog tegen de Fransen. Onder de daaropvolgende bezetting van de Oostenrijkse Nederlanden door Franse revolutionaire troepen werden zijn bezittingen verbeurd verklaard. De Ligne vluchtte met zijn familie naar Wenen, waar hij zich in 1794 permanent vestigde. Hij verbleef op de Leopoldsberg en ook bij zijn dochter Marie-Christine op het kasteel van Teplitz-Schönau. Treurend om zijn gesneuvelde zoon, ging hij er door een diepe depressie en verwaarloosde hij zijn voorkomen. Toch waren dit jaren van intense literaire activiteit, ook gedreven door financiële noodzaak. Bij de gebroeders Walther in Dresden liet hij, met de assistentie van Marie-Caroline Murray, zijn literaire werk uitgeven in 34 delen. Als er een deel ernst zat in zijn bewering dat hij de weinige esprit die hem restte ging verkopen, dan viel het resultaat niet mee. Er waren weliswaar inschrijvers, maar de reeks was te omvangrijk en heterogeen om veel afnemers te vinden. Het zou duren tot de bloemlezing van Madame de Staël in 1809 vooraleer hij literair succes proefde.
De Rijksdag stelde de prins in 1803 schadeloos voor het verlies van het graafschap Fagnolle aan de Fransen, door hem de abdij Edelstetten toe te kennen. Ook verkreeg hij een zetel in de rijksvorstenraad. Op 22 mei 1804 verkocht Ligne het graafschap Edelstetten, dat een jaarrente van 15.000 florijnen genereerde, aan de vorst Esterhazy de Galantha. Ondertussen had keizer Napoleon het sekwester opgeheven dankzij het feit dat zoon Louis onder de grondwet van 1804 Officier d'Empire werd. De Ligne liet Louis zijn geliefde Belgische bezittingen, die hij zelf nooit zou terugzien. Gevraagd waarom hij geen einde maakte aan zijn vrijwillige ballingschap, antwoordde hij eenvoudig: L'humeur, l'honneur, l'horreur. In 1808 werd hij door keizer Frans II bedacht met een bevordering tot veldmaarschalk, zij het als eretitel, want na 1794 speelde hij geen militaire rol van betekenis meer.
In 1814, het jaar van zijn dood, was de 79-jarige edelman sterk aanwezig in de marge van het Congres van Wenen, dat samen was gekomen om Europa opnieuw te ordenen na de nederlaag van Napoleon. Hij typeerde het schijnbaar eindeloos aanslepende gebeuren met de woorden Le congrès ne marche pas, il danse (Het congres loopt niet, het danst). Na een van die bals vatte hij kou. Op 13 december blies hij in het huis aan de Mölker Bastei 10, waar hij tijdens het congres verbleef, zijn laatste adem uit, naar eigen zeggen "opdat de dood van een maarschalk de soevereinen een ogenblik zou kunnen ontspannen". Zijn begrafenis op de Kahlenberg was inderdaad een grote gebeurtenis. Goethe bracht een hommage uit "aan de vrolijkste man van de eeuw".

## Schrijverschap
De Ligne was filosoof, essayist en biograaf en schreef over uiteenlopende onderwerpen, van krijgskunde tot tuinieren en poëzie. Hij onderhield een correspondentie met Voltaire, Goethe, Rousseau en Wieland, had een warme vriendschap met Madame de Staël en was een centrale figuur in de literaire salons van Wenen. Zijn hele leven lang schreef hij, maar publicatie liet soms op zich wachten. Van 1781 tot 1787 beschikte hij in zijn Brusselse herenhuis over een eigen pers, waar hij een tiental werken liet drukken. Het waren kleine oplages die hij uitdeelde aan aristocratische vrienden.
In de laatste jaren van zijn leven verscheen zijn verzamelde werk in 34 delen. Vaak ging het om herwerkingen van bestaande geschriften, al dan niet eerder in druk gebracht. Een ander, meer persoonlijk deel van zijn werk hield hij achter voor postume publicatie. Dit betrof onder meer de Fragments de l'histoire de ma vie, een origineel antwoord op de Histoire de ma vie van zijn vriend Casanova, die hij tot het schrijven ervan had aangemoedigd en van wie hij de eerste lezer was.
Veel werken van De Ligne handelen over de geschiedenis en de strategie van de krijgskunst, zoals zijn Fantaisies et préjugés militaires (Militaire fantasieën en vooroordelen) uit 1780. Zijn Vie du prince Eugène de Savoie (Het leven van prins Eugenius van Savoye) uit 1809 was een nep-autobiografie. Beroemd is ook zijn Coup d'œil sur Belœil, een boek over landschapscreatie dat voor het eerst in een Duitse vertaling verscheen (Der Garten zu Beloeil nebst einer kritischen Übersicht der meisten Gärten Europens). Daarin besprak hij tuinen en parken die hij goed kende, zoals die van zijn kasteel van Belœil en van het Petit Trianon. De Conversations avec Voltaire et Rousseau geven een beeld van zijn conversatie, die bekend stond als sprankelend en frank. Voorts schreef hij etnologische werken over de Joden, de zigeuners, de Grieken, de Kretenzers, de Polen en andere bevolkingsgroepen. Daarin gaf hij blijk van een zekere openheid van geest, zonder te ontsnappen aan de vooroordelen van zijn tijd. In essentie was De Ligne echter een autobiograaf, die zoals Montaigne zichzelf tot studieobject nam. Zijn stijl richtte zich naar de spreektaal, mee ingegeven door zijn afkeer van pedanterie. Frequent maakte hij woordspelingen en muntte hij bons mots.

## Huwelijk en kinderen
Hij trouwde op 7 augustus 1755 met de hofdame prinses Marie Franziska (Françoise Marie Xavière) van Liechtenstein (1739-1821), een zuster van vorst Frans Jozef I van Liechtenstein (1726-1781), die regeerde van 1772-1781. Zij kregen volgende kinderen:
1. Marie-Christine (1757-1830), trouwde met Johann Nepomuk (1753-1826), tweede vorst van Clary en Aldringen
2. Charles Joseph Antoine (1759-1792), kolonel bij de genie, gesneuveld in de oorlog tegen Frankrijk
3. François Leopold (1764-1771)
4. Louis Eugène (1766-1813)
5. Albert Xavier (1767-1771)
6. Euphémie Christine (1773-1834), trouwde met János Pálffy z Erdőd
7. Flore (1775-1849), trouwde met baron de Spiegel

Na zijn dood in 1814 werd hij als prins van Ligne opgevolgd door zijn kleinzoon Eugène de Ligne, zoon van Louis Eugène de Ligne (1766-1813). Deze werd ambassadeur en voorzitter van de Senaat.
Daarnaast had hij nog kinderen uit buitenechtelijke relaties. Christine de Ligne (1788-1867) zou de moeder worden van Maximilian Karl Lamoral O'Donnell (1812-1895), die in 1853 de Oostenrijkse keizer Frans Jozef I van een moordpoging redde.

## Voorouders
| Voorouders van Claude Lamoral II van Ligne | Voorouders van Claude Lamoral II van Ligne                                                     | Voorouders van Claude Lamoral II van Ligne                                                     | Voorouders van Claude Lamoral II van Ligne                                                     | Voorouders van Claude Lamoral II van Ligne                                                     | Voorouders van Claude Lamoral II van Ligne                                                                | Voorouders van Claude Lamoral II van Ligne                                                                | Voorouders van Claude Lamoral II van Ligne                                                                | Voorouders van Claude Lamoral II van Ligne                                                                |
| ------------------------------------------ | ---------------------------------------------------------------------------------------------- | ---------------------------------------------------------------------------------------------- | ---------------------------------------------------------------------------------------------- | ---------------------------------------------------------------------------------------------- | --- | --- | --- | --- |
| Overgrootouders                            | Claude Lamoral I van Ligne (1588-1622 ∞ Clara Maria van Nassau-Siegen (1595-1634)              | Claude Lamoral I van Ligne (1588-1622 ∞ Clara Maria van Nassau-Siegen (1595-1634)              | Louis Ramon de Folches y Cardona (1608-1670) ∞ Maria Theresia de Beavidez de la Cuevas (-1630) | Louis Ramon de Folches y Cardona (1608-1670) ∞ Maria Theresia de Beavidez de la Cuevas (-1630) | Karl Theodor van Salm Neufville (1645-1710) ∞ Louise Maria van Pfalz Simmern (1647-1679)                  | Karl Theodor van Salm Neufville (1645-1710) ∞ Louise Maria van Pfalz Simmern (1647-1679)                  | Maurits Hendrik van Nassau Hadamar (1626-1679) ∞ Anna Louise van Manderscheid Blankenheim (1654-1692)     | Maurits Hendrik van Nassau Hadamar (1626-1679) ∞ Anna Louise van Manderscheid Blankenheim (1654-1692)     |
| Grootouders                                | Hendrik Lodewijk Ernest van Ligne (1644-1702) ∞ Juana Monica de Aragon y Benavidez (1663-1691) | Hendrik Lodewijk Ernest van Ligne (1644-1702) ∞ Juana Monica de Aragon y Benavidez (1663-1691) | Hendrik Lodewijk Ernest van Ligne (1644-1702) ∞ Juana Monica de Aragon y Benavidez (1663-1691) | Hendrik Lodewijk Ernest van Ligne (1644-1702) ∞ Juana Monica de Aragon y Benavidez (1663-1691) | Lodewijk Otto van Salm Neufville (1674-1738) ∞ Albertina Johanna Francisca van Nassau Hadamar (1679-1716) | Lodewijk Otto van Salm Neufville (1674-1738) ∞ Albertina Johanna Francisca van Nassau Hadamar (1679-1716) | Lodewijk Otto van Salm Neufville (1674-1738) ∞ Albertina Johanna Francisca van Nassau Hadamar (1679-1716) | Lodewijk Otto van Salm Neufville (1674-1738) ∞ Albertina Johanna Francisca van Nassau Hadamar (1679-1716) |
| Ouders                                     | Claude Lamoral II van Ligne (1685-1766) ∞ Elisabeth Alexandra zu Salm (1704-1739)              | Claude Lamoral II van Ligne (1685-1766) ∞ Elisabeth Alexandra zu Salm (1704-1739)              | Claude Lamoral II van Ligne (1685-1766) ∞ Elisabeth Alexandra zu Salm (1704-1739)              | Claude Lamoral II van Ligne (1685-1766) ∞ Elisabeth Alexandra zu Salm (1704-1739)              | Claude Lamoral II van Ligne (1685-1766) ∞ Elisabeth Alexandra zu Salm (1704-1739)                         | Claude Lamoral II van Ligne (1685-1766) ∞ Elisabeth Alexandra zu Salm (1704-1739)                         | Claude Lamoral II van Ligne (1685-1766) ∞ Elisabeth Alexandra zu Salm (1704-1739)                         | Claude Lamoral II van Ligne (1685-1766) ∞ Elisabeth Alexandra zu Salm (1704-1739)                         |
| Charles-Joseph de Ligne (1735-1814)        |                                                                                                |                                                                                                |                                                                                                |                                                                                                | | | | |

## Onderscheidingen
- Ridder in de Oostenrijkse tak van de Orde van het Gulden Vlies (1772)
- Commandeur in de Orde van Maria Theresia (1789)

## Publicaties (selectie)
- Lettres à Eugénie sur les spectacles, 1774
- Céphalide, ou les Autres mariages samnites, 1777
- Instruction secrète dérobée à S.M. le roi de Prusse, 1779
- Préjugés et fantaisies militaires, 1780
- Colette et Lucas, 1781
- Coup d'œil sur Belœil et sur une grande partie des jardins de l'Europe, 1781
- Mélanges de littérature, 1783
- Lettres à la marquise de Coigny, 1787
- L'Amant ridicule, 1787
- Mémoire sur le roi de Prusse Frédéric le Grand, 1789
- Mélanges militaires, littéraires et sentimentaires, 34 dln., 1795-1811 (verzameld werk)
- Mes écarts ou ma tête en liberté, 1796 (memoires)
- Mon Refuge ou Satire sur les abus des jardins modernes, 1801 (herwerking van Coup d'œil sur Belœil)
- Contes immoraux, 1802 (essays)
- Mémoires du prince Eugène de Savoie écrits par lui-même, 1809 (gespeelde autobiografie van Eugenius van Savoye)
- Nouveau Recueil de lettres du feld-maréchal prince de Ligne en réponse à celles qu'on lui a écrites, 1812
- Œuvres posthumes, 6 dln., 1817

## Uitgaven
- Lettres et pensées du maréchal prince de Ligne, publiées par Ma. La Baronne de Staël Holstein, 1808-1809 (bloemlezing uit de Mélanges)
- Mémoires, lettres et pensées, ed. Chantal Thomas, 1989
- Œuvres, 3 dln., 2006. ISBN 9782804800819
- Acht delen met de voornaamste niet-militaire geschriften, Honoré Champion, 2004-2010

## In Nederlandse vertaling
- Charles Joseph de Ligne. De charmeur van Europa. Memoires, gekozen, vertaald en van een nawoord voorzien door Marijke Arijs, 2006. ISBN 9085420180 (selectie uit de Fragments de l'histoire de ma vie)
- Brieven aan de markiezin de Coigny, vert. Marijke Arijs, 2021. ISBN 9789493186392

## Documentaire
- Un prince belge de l'Europe, Charles-Joseph de Ligne (Jacques Kupissonoff, 1962, 24 min.)

## Voetnoten
1. ↑  Manuel Couvreur, "Un Autrichien à Paris. Quelques réflexions sur les singularités 'belges' du prince de Ligne", in: Textyles, 2005, p. 53-62. DOI:10.4000/textyles.451
2. ↑  Andere varianten opgetekend door tijdgenoten: Le congrès danse, il ne marche pas en Le congrès danse bien, mais il marche mal.
3. ↑  Johann Wolfgang von Goethe, "Requiem dem frohsten Manne des Jahrhunderts, dem Fürsten von Ligne", in: Gedichte, Nachlese und Nachlass, ed. Siegfried Seidel, Berlin, Aufbau, 1979, p. 537
4. ↑  Manuel Couvreur, "Les humeurs noires du prince rose", in: Valérie André en Manuel Couvreur (eds.), Cinquante nuances de rose. Les affinités électives du prince de Ligne, 2018, p. 20
5. ↑  Jean-Paul de Nola, "Ligne et la diversité ethnique", in: Cahiers de l'Association internationale des études francaises, 2002, p. 149-159. DOI:10.3406/caief.2002.1454

- Bibsys: 90347883
- Bibliothèque nationale de France: cb11913020d (data)
- Biografisch Portaal: 01457778
- CiNii: DA04580332
- Digitale Bibliotheek voor de Nederlandse Letteren: lign007
- Gemeinsame Normdatei: 118572903
- International Standard Name Identifier: 0000 0001 2282 0091
- Library of Congress Control Number: n84012969
- Nationale Bibliotheek van Tsjechië: jn19990005077
- Nationale bibliotheek van Australië: 35787686
- Nationale Bibliotheek van Israël: 987007264511305171
- Nationale en Universitaire bibliotheek Zagreb: 000631501
- Nederlandse Thesaurus van Auteursnamen: 069000093
- Réseau des bibliothèques de Suisse occidentale: 02-A000105296
- LIBRIS: 217238
- SNAC: w6g18p4m
- Système universitaire de documentation: 027337251
- Trove: 1087996
- Virtual International Authority File: 76319085
- WorldCat: E39PBJq6TgQGgmKPGtvymkVKVC